# Sidral

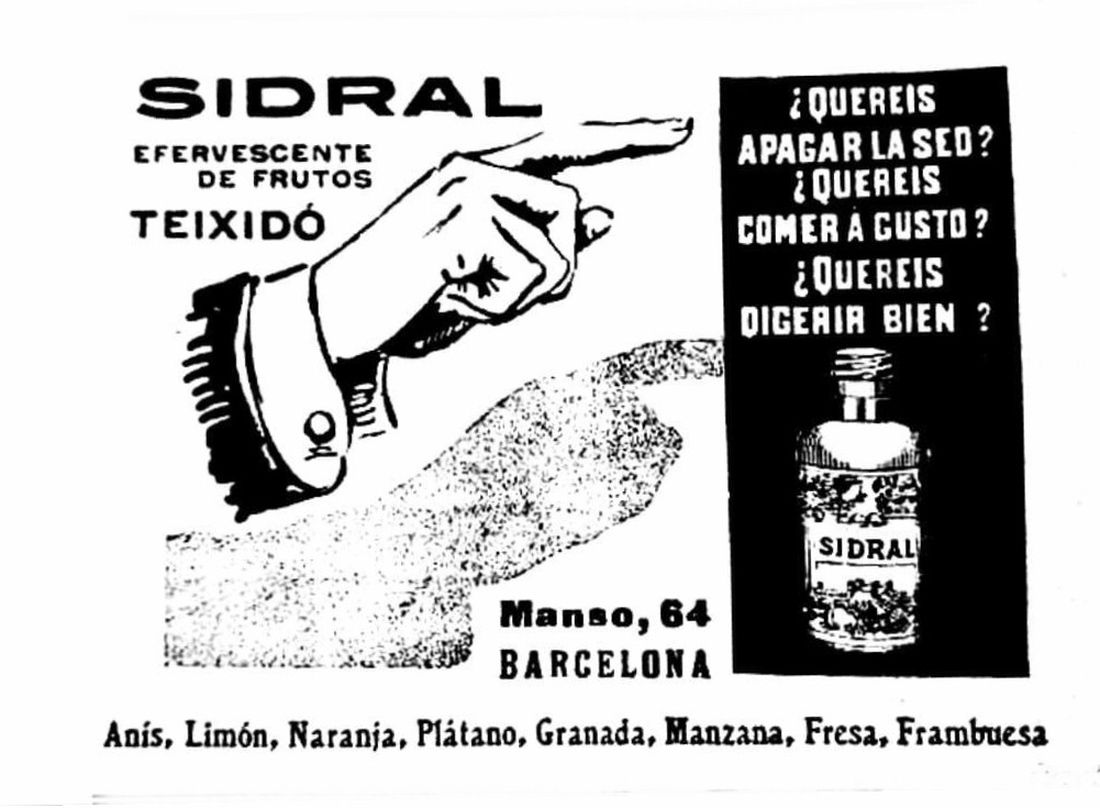
Anuncio sidral, 1907

El sidralo polvos efervescentes es una mezcla, dulce y efervescente, de al menos dos tipos de polvos. El producto se vende para fabricar bebidas gaseosas o refrescos efervescentes, pero también se consume con una cuchara pequeña o sumergiendo dentro del sobre y lamiendo después: una piruleta, una barrita de pegamento dulce, un palo que viene incluido o incluso un dedo, humedecidos con saliva. El nombre genérico de sidral se empleó en Cataluña y en algunos lugares de la península, pero a pesar de ser de uso universal, tenía nombres diferentes en cada país, en Inglaterra se llamaban Sherbet, en Alemania Brausepulver, etc. . A veces, también se utilizaban pastillas efervescentes y cubos efervescentes . Aún hoy en día, los polvos efervescentes también se utilizan como una forma de dosificación farmacéutica de medicamentos o suplementos nutricionales.

## Composición y funcionalidad

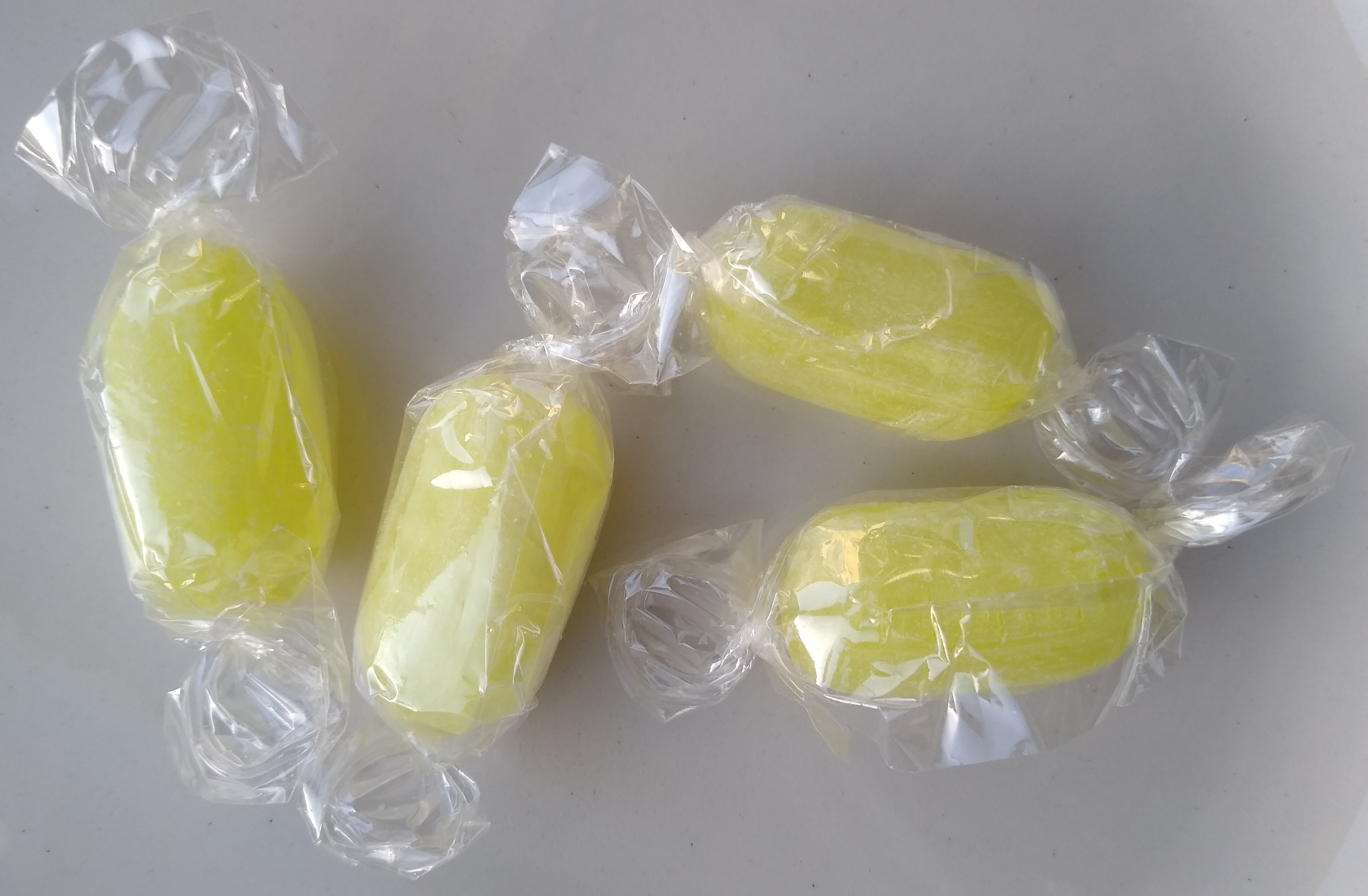
Versión tradicional

Si se añade una mezcla de bicarbonato de sodio (NaHCO 3 ) y ácido tartárico o ácido cítrico en el agua, el bicarbonato de sodio y el ácido reaccionan entre ellos, produciendo tartrato de sodio o citrato de sodio y ácido carbónico, y este último se descompone, en una reacción efervescente, en más agua y dióxido de carbono,.
El ácido cítrico (C6H8O7) con el bicarbonato, teniendo en cuenta que enmedio se genera ácido carbónico, desencadena la siguiente reacción endotérmica :
{\displaystyle \mathrm {3\ NaHCO_{3(aq)}+C_{6}H_{8}O_{7(aq)}\to \ Na_{3}C_{6}H_{5}O_{7(aq)}+3\ H_{2}O_{(l)}+3\ CO_{2(g)}} }
Los polvos efervescentes producidos industrialmente también pueden contener azúcar, aromatizantes, colorantes alimenticios así com otros aditivos.

## Historia

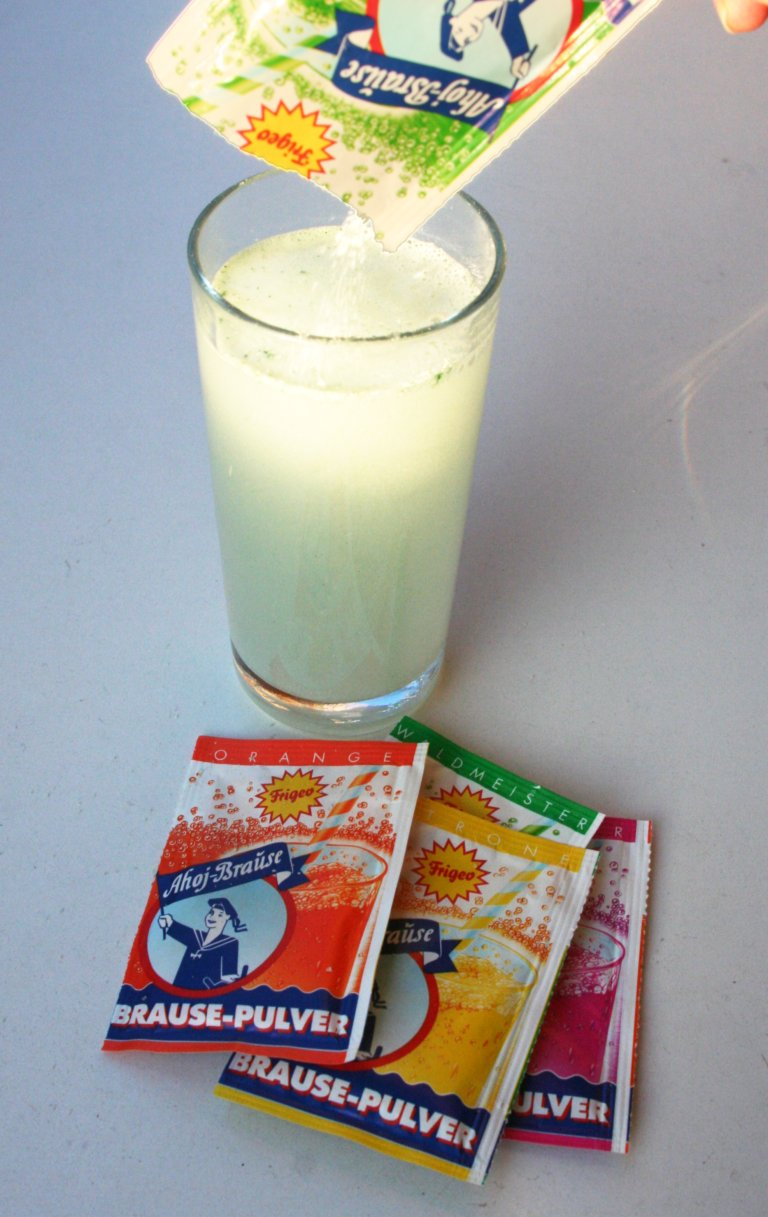
Ahoj polvos efervescentes de Frigeo

Los polvos efervescentes ( en latín: Pulvis aërophŏrus.(en el lenguaje de los farmacéuticos) ya se vendían en el siglo XIX . Por aquel entonces, era habitual que llevaran ácido tartárico .
Los Brausepulver se preparaban a finales del siglo XIX en Alemania, de la siguiente manera: “Para utilizarlo, verter una cucharadita llena de Brausepulver en un vaso medio lleno de agua, removerlo una vez y beberlo lo más rápidamente posible mientras está efervescente. […] Como siempre se pierde mucho dióxido de carbono y se disfruta principalmente por el efecto de las burbujas, el método de uso habitual tiene desventajas, es mucho más conveniente poner los polvos en la boca y sentir el hormigueo sobre la lengua ".
Paralelamente en Inglaterra los polvos efervescentes se llamaban Sherbet o Soda-powder, se vendían por separado en cápsulas de colores (una con 2 g de bicarbonato de sodio y el otro con 1,5 g de ácido tartárico) y sólo se mezclaban en el momento ponerlas en el agua inmediatamente antes de beber. A finales del siglo XIX ya había versiones aromatizadas con sabor a jengibre o menta . Incluso se utilizaban como polvos mezclados con medicamentos para hacer el sabor más agradable.
Los primeros polvos efervescentes producidos industrialmente fueron Fabricados en el siglo XIX por la empresa Stollwerck de Colonia . Estaban hechas con zumos de frutas evaporadas, azúcar de caña, ácido cítrico y bicarbonato de sodio.
En 1925, Theodor Beltle de Stuttgart - Bad Cannstatt y su cuñado Robert Friedel fundaron la empresa Robert Friedel GmbH (Frigeo), que produjo las Friedel-Brause o "pólvoras de limonada gaseosa para todas las clases de población". Inicialmente, el conjunto efervescente se vendía en bolsas triangulares con dos tablillas separadas que contenían bicarbonato de sodio y ácido tartárico, que debían añadirse al agua. Los únicos sabores que se ofrecían eran naranja y limón. En la década de 1930, la preparación se pasó a vender en forma de polvos y se introdujo la marca "Ahoj".
En 1951, salieron al mercado alemán, los palos efervescentes SADEX . El nombre estaba formado por el apellido del propietario de la empresa Fritz Sattler y la dextrosa utilizada.
Después de la Segunda Guerra Mundial, las limonadas preparadas se hicieron cada vez más populares, y los polvos efervescentes, que ya estaban disponibles también con sabores de frambuesa, casi dejaron de jugar un papel importante en el mundo de las bebidas. Hoy en día, los jóvenes a veces aún consumen polvos efervescentes junto con alcohol, especialmente con vodka, de hecho los polvos se mezclan con el alcohol dentro de la boca.
En Alemania generalmente estos polvos, se venden comercialmente con la marca Ahoj . En Suiza, los polvos efervescentes se suelen vender como tablillas efervescentes con la marca Tiki . El mismo principio que con los polvos efervescentes también se utiliza para las pastillas de vitaminas efervescentes y productos similares.

## En la cultura

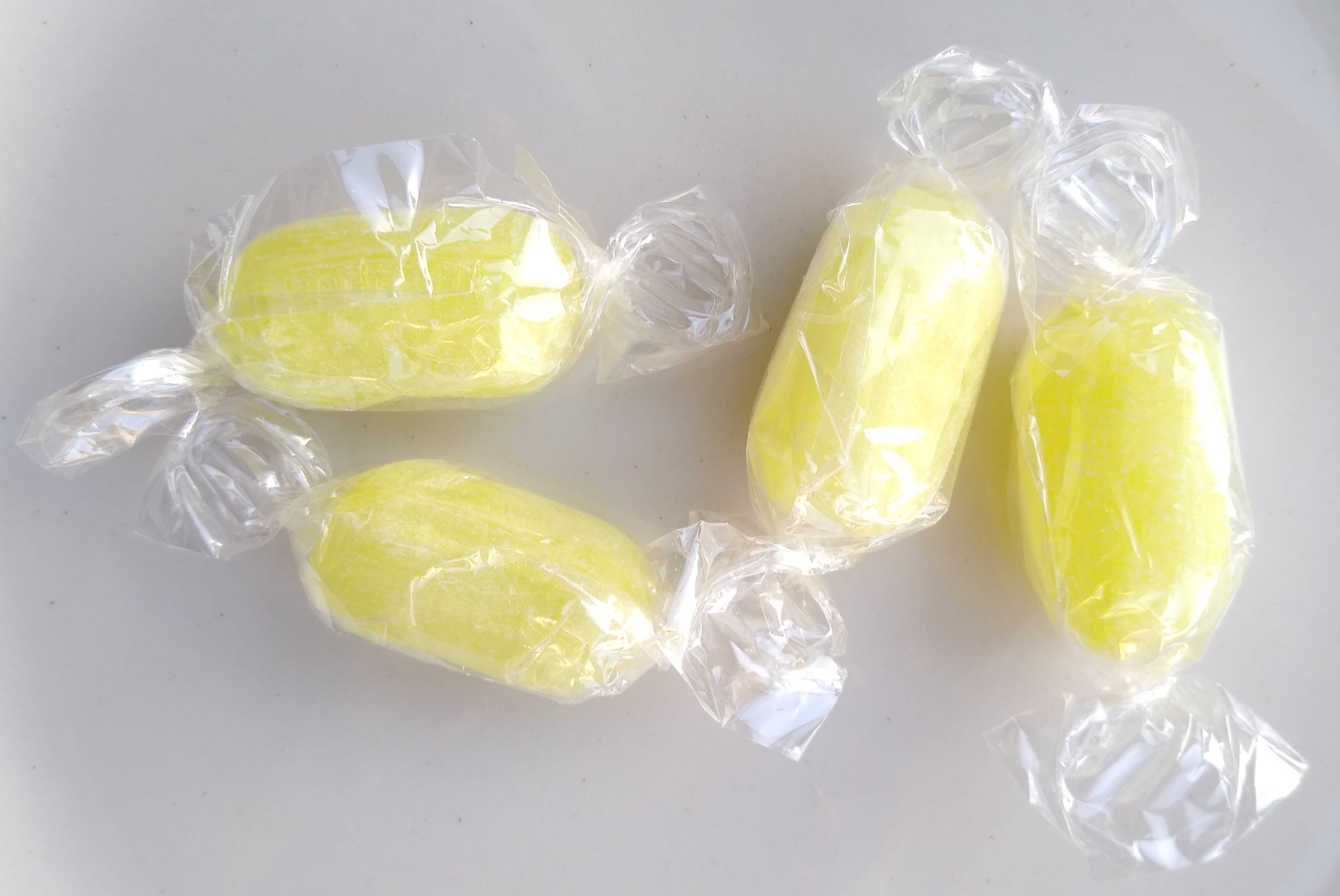
Sherbet lemons

En catalán ha pasado a formar parte del léxico popular con la expresión "armar o montar un sidral", que tiene el significado coloquial de provocar un altercado. 
Scherbert Lemon es un dulce que le gusta comer a Albus Dumbledore en las novelas de Harry Potter de JK Rowling . Es la adaptación a la obra de Rowling del Sherbet lemon, un caramelo de limón inglés con un relleno de polvos efervescentes. También era la contraseña para entrar en la oficina de Dumbledore en el segundo volumen Harry Potter y el cuarto secreto .
En la novela de Günter Grass El tambor de lata, el pequeño Oskar Matzerath mezcla polvos efervescentes y deja que su amante Maria Truczinski le succione esa mezcla de la mano. Más tarde lo repiten desde el ombligo de María. Es cuando se hacen evidentes los primeros sentimientos sexuales de uno por otro.